# Wolffs Revier
Wolffs Revier ist eine von 1992 bis 2006 sowie 2012 erstausgestrahlte deutsche Krimireihe über den Kriminalhauptkommissar Andreas Wolff, der seinen Dienst bei der Mordkommission Berlin versieht.
Die Serie besteht aus 173 Episoden in 13 Staffeln, die über 14 Jahre hinweg entstanden. 2011 wurde ein Film gedreht, der eine Fortsetzung der Serie darstellt. Der Fernsehfilm Wolff – Kampf im Revier wurde am 17. Januar 2012 ausgestrahlt, war jedoch nicht erfolgreich genug, um weitere Produktionen zu rechtfertigen. Die Serie wurde außerdem mit dem Adolf-Grimme-Preis ausgezeichnet.

## Handlung
Der Protagonist der Serie ist Kriminalhauptkommissar Andreas Wolff, der zusammen mit seinem Partner Günther Sawatzki beim Dezernat Delikte an Menschen der Mordkommission in Berlin arbeitet. Die Serie spielt im zusammenwachsenden Berlin nach der Wiedervereinigung, Wolff und Sawatzki sind selbst ein West-Ost-Ermittlerpaar. Zusammen klären sie Verbrechen wie Morde oder Entführungen auf und werden dabei von dem Staatsanwalt Dr. Peter Fried unterstützt. 1999 geht Dr. Fried nach Köln, um dort als Richter zu arbeiten. Wolffs Partner Sawatzki wird bei der Verfolgung eines Taschendiebes auf offener Straße angeschossen und verstirbt später im Krankenhaus. Wenig später erhält Wolff einen neuen, diesmal jüngeren Partner, namens Thomas Borkmann, der später mit seiner Tochter Verena zusammenkommt. Verena ist am Anfang der Serie 14 Jahre alt und geht zur Schule. Ihre Eltern, Wolff und seine ehemalige Frau Ellen, sind geschieden, verstehen sich jedoch nach wie vor sehr gut. Verena wohnt bei ihrem Vater und macht ihm mehr als einmal Ärger. Als sie älter ist, wird sie schwanger und bekommt einen Sohn, den sie Luis nennt. Der Vater ist unbekannt.

## Produktion
Konzipiert von dem Schriftsteller und Drehbuchautor Karl Heinz Willschrei Anfang der 1990er Jahre, wurde die Serie von 1992 bis 2006 von der Firma Nostro Film für Sat.1 produziert. 2011 wurde Nostro erneut von Sat.1 beauftragt, einen Fortsetzungsfilm zu drehen, der ggf. für weitere Folgen oder Filme dienen sollte. Der Film wurde schließlich im Januar 2012 auf Sat.1 ausgestrahlt.

## Besetzung
Lediglich die Figuren des KHK Andreas Wolff und seiner Tochter Verena blieben bis 2006 unverändert. In den ersten 99 Episoden spielten KOK Günther Sawatzki (Klaus Pönitz) und Staatsanwalt Dr. Peter Fried (Gerd Wameling) Wolffs Partner. Ab Episode 100 wurden die Figuren Sawatzki und Dr. Fried gestrichen, und Wolff bekam mit KK Thomas „Tom“ Borkmann einen jungen Partner zur Seite gestellt. Nach der Reaktivierung der Serie blieb Jürgen Heinrich als Andreas Wolff der Serie erhalten, was mit Tom Borkmann geschehen ist, ist unklar. Dazu kam Stephan Luca als KHK Marck.

### Haupt- und Nebendarsteller
| Schauspieler    | Rollenname                                        | Haupt- und Nebenrolle (Episoden) | Haupt- und Nebenrolle (Staffeln) |
| --------------- | ------------------------------------------------- | -------------------------------- | -------------------------------- |
| Jürgen Heinrich | Kriminalhauptkommissar Andreas Wolff              | 1–173, KiR                       | 1–13, KiR                        |
| Klaus Pönitz    | Kriminaloberkommissar Günther „Watzki“ Sawatzki † | 1–99                             | 1–8                              |
| Gerd Wameling   | Dr. Peter Fried                                   | 1–99, 173                        | 1–8, 13                          |
| Nadine Seiffert | Verena Wolff                                      | 1–173, KiR                       | 1–13, KiR                        |
| Steven Merting  | Kriminalkommissar Thomas „Tom“ Borkmann           | 100–173                          | 8–13                             |
| Elia Zimmermann | Ellen Wolff                                       | 1–30                             | 1–2                              |
| Eckhard Heise   | Kriminaloberkommissar Horst Buchwald              | 1–99                             | 1–8                              |
| Renan Demirkan  | Biologin Dr. Sarah Herzog                         | 166-173                          | 13                               |
| Stephan Luca    | Kriminalhauptkommissar Marck                      | KiR                              | KiR                              |

Anmerkungen:
1. ↑  KiR = Wolff: Kampf im Revier.

## Fernsehausstrahlung
Von 1992 bis 2006 wurde jährlich eine Staffel von elf bis 16 Episoden ausgestrahlt. 1997 wurde auf die Ausstrahlung der Serie komplett verzichtet, dafür folgten 1998 zwei Staffeln der Serie. Am 24. Mai 2006 lief die letzte Episode in Spielfilmlänge mit dem Titel Angst, in der Wolff seinen Gegner erschießt, aber selbst so schwer getroffen wird, dass er ins Koma fällt. Am Ende der Episode verabschiedet sich Jürgen Heinrich mit einem Augenzwinkern von seinen Fans.
Im Juni 2011 wurde bekannt, dass die Serie nach über fünf Jahren wieder fortgesetzt werden soll. Der vermeintliche Tod von Kommissar Wolff in der letzten Episode wird so dargestellt, dass er nur angeschossen wurde und ins Koma fiel. Zunächst wurde nur ein Film mit 90 Minuten Laufzeit gedreht, der am 17. Januar 2012 auf Sat.1 ausgestrahlt wurde. Die Quoten waren für Sat.1 nicht zufriedenstellend, sodass der Sender am 30. Januar 2012 mitteilte, dass die Serie doch nicht fortgesetzt werden soll.
Nachdem Episoden der Serie ab 2013 von Sat.1 Gold und AXN ausgestrahlt wurden, zeigte das hr-fernsehen seit Anfang 2015 in seinem Spätprogramm Episoden von Wolffs Revier.

### Internationale Ausstrahlungen
Wolffs Revier fand sein Publikum neben Deutschland auch in anderen europäischen Ländern:
- Belgien: RTL TVI (Wolff, police criminelle)
- Frankreich: Jimmy & RTL9 (Wolff, police criminelle)
- Italien: Rai 2 (Wolff, un poliziotto a Berlino)
- Niederlande: RTL 4 (Wolff) Die Serie läuft dort mit deutschem Originalton und niederländischen Untertiteln.
- Spanien: 8tv (Inspector Wolff)
- Tschechien: Prima TV (Wolffův revír)
- Slowakei: TV JOJ (Wolffov revír)
- Russland: TWZ (Закон Вольфа)
- Iran: IRIB TV1 (کارآگاه ولف) (Inspector Wolff)

## Auszeichnungen
Für die Serie wurden 1993 Karl Heinz Willschrei, Jürgen Heinrich, Klaus Pönitz und Gerd Wameling mit dem Adolf-Grimme-Preis mit Bronze ausgezeichnet.